# Swingate
Swingate est un village anglais situé dans le Kent.